# Burren

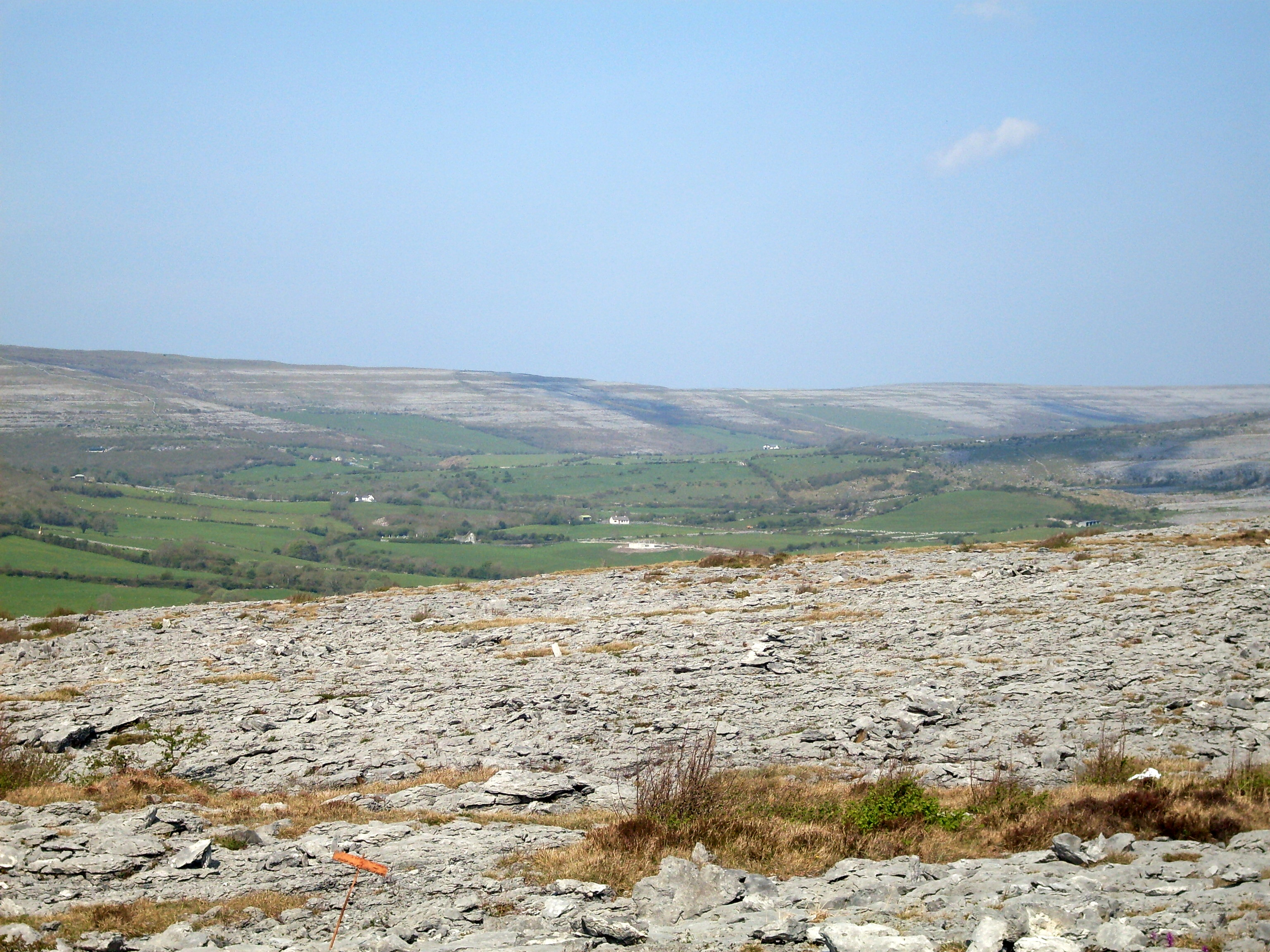
Kamenitá krajina Burrenu

Burren (irsky An Bhoirrean – „skalnatá země“) je krasová oblast nacházející se na západě Irska v hrabství Clare. Tento na první pohled pustý a nehostinný kraj se vyznačuje rozpraskaným vápencovým povrchem připomínající měsíční krajinu. Rozkládá se zhruba na 250 km². Část oblasti o rozloze 15 km² je irským národním parkem.

## Geologie
Za svůj vzhled vděčí Burren pohybu ledovců. Poslední zalednění se zde vyskytlo docela nedávno – před 10 až 15 tisíci lety. Když se ledovec pohyboval, strhl s sebou většinu zeminy. Obnažený vápenec byl vystaven vnějším vlivům, a tak docházelo k erozi a začaly vznikat typické kamenné chodníky v takové podobě, jak je můžeme vidět dnes. Vápenec se však působením počasí mění dál.

## Dominanty Burrenu
Burren je plný zbytků a ruin různých kruhových pevností, megalitických hrobů a dolmenů, podzemních prostor, mohyl a jiných kamenných seskupení.

### Poulnabrone

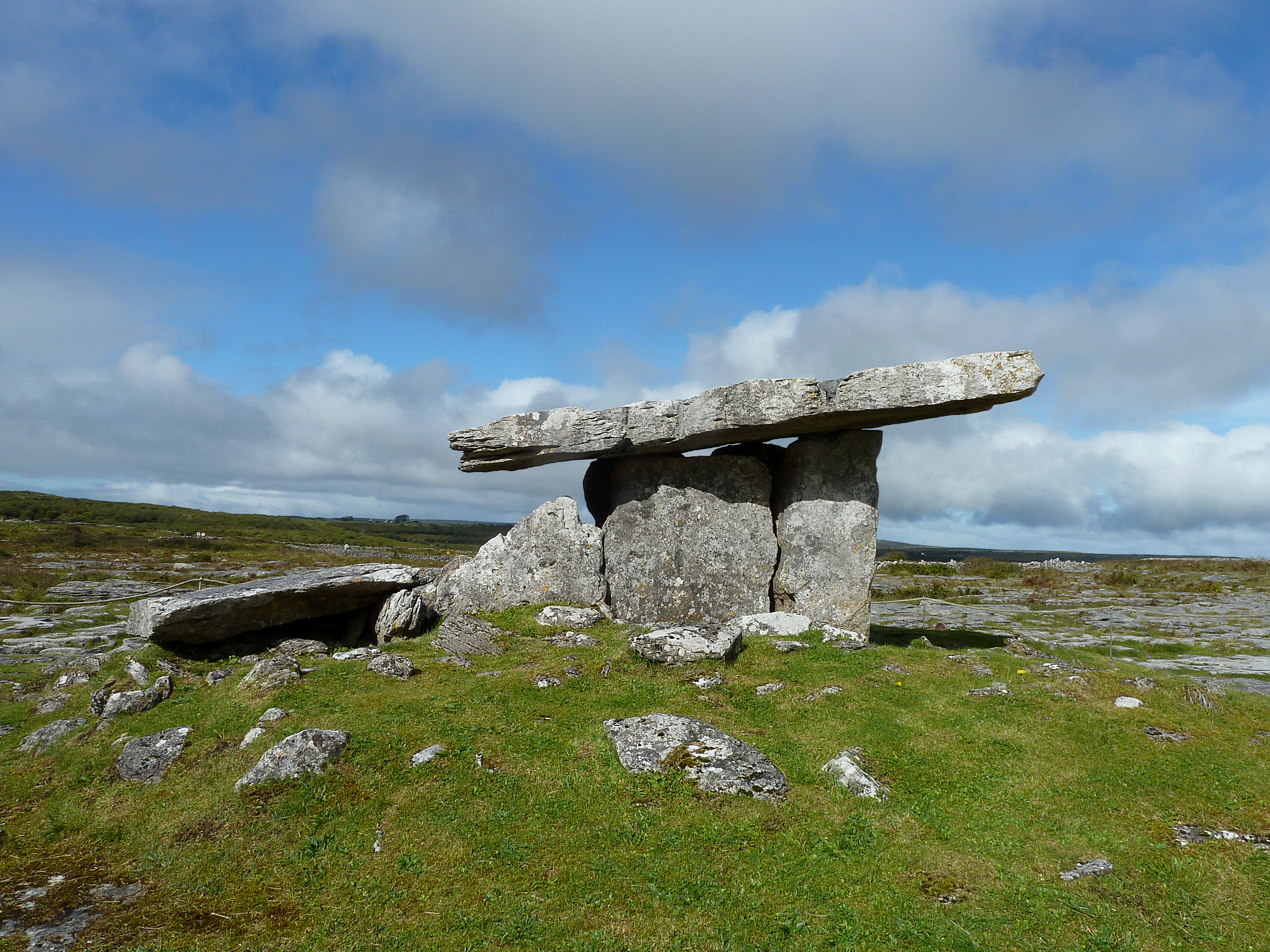
Dolmen Poulnabrone

Dolmen Poulnabrone je náhrobní portál, stojící zhruba ve středu oblasti Burren. Pochází z doby bronzové, kolem 1700 př. n. l. Někdy je kvůli podobnému postavení kamenů přezdíván Malý Stonehenge. V Burrenu se nachází i mnoho jiných dolmenů, ale většinou se jedná jen o jejich zbytky. Poulnabrone je z nich nejzachovalejší, a tudíž také nejznámější.

### Moherské útesy

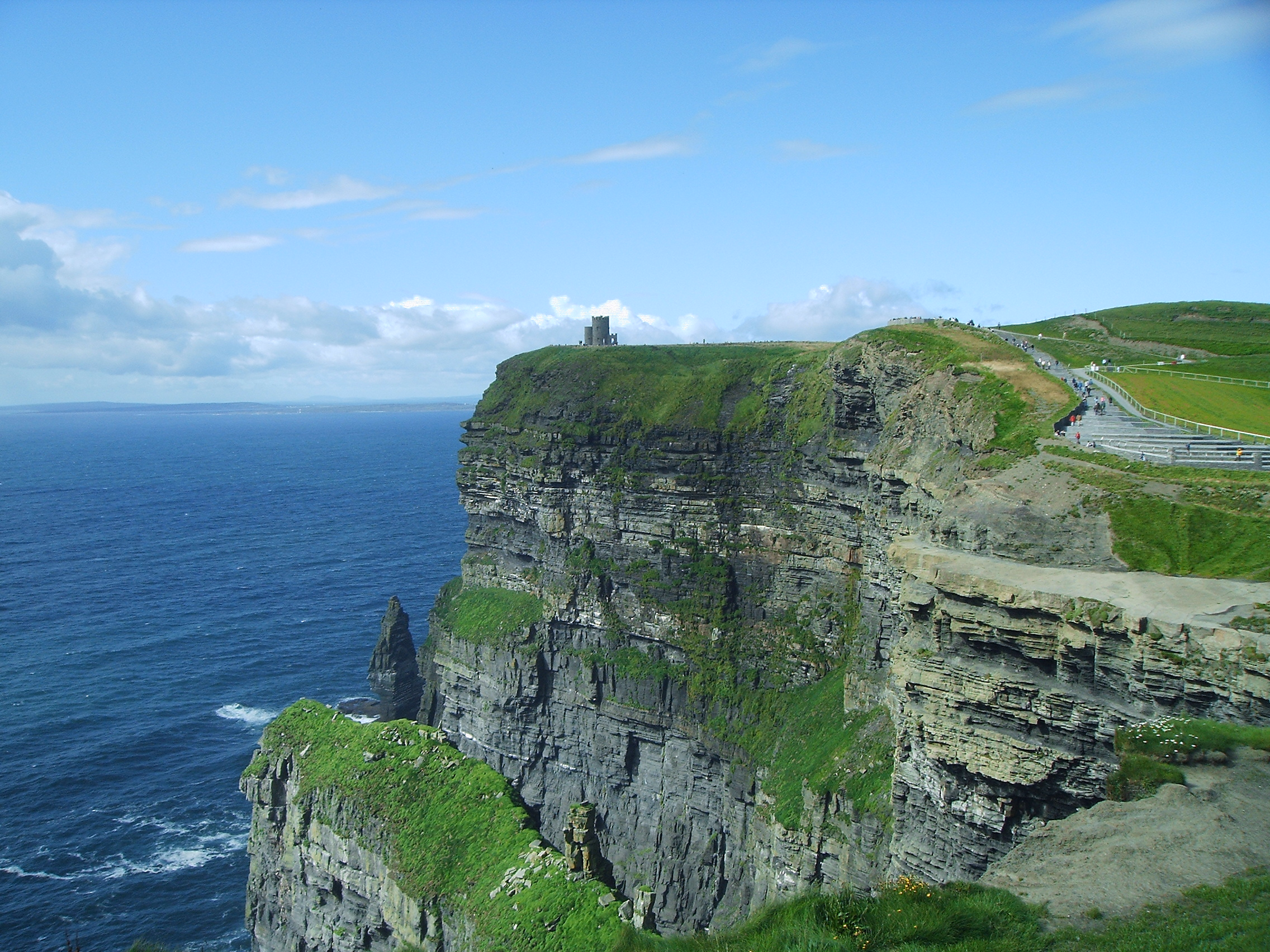
Moherské útesy s O'Brienovou věží

Moherské útesy (anglicky Cliffs of Moher) jsou jednou z největších turistických atrakcí Irska. Útesy se nacházejí na pobřeží Atlantského oceánu. Turisty láká především jejich velikost, mocnost a sledování vln tříštících se o drsné strmé stěny. Na nejvyšším útesu je postavena O'Brianova věž, která slouží jako rozhledna.

### Aillwee Cave
Jeskyně Aillwee Cave se nachází na severu oblasti. Byly zde nalezeny kosti vyhynulého druhu medvěda. Zajímavostí této jeskyně je také podzemní vodopád.

## Rostlinstvo
V Burrenu roste i přes kamenitý povrch řada rozmanitých rostlin, které nalézají útočiště v prasklinách mezi vápencovými bloky. Oblast je dokonce vyhlášenou botanickou lokalitou. Z nespočetného množství druhů jsou pro Burren typické hořec jarní (Gentiana verna), mochna křovitá (Potentilla fruticosa), dryádka osmiplátečná (Dryas octopetala) nebo kakost krvavý (Geranium sanguineum), ve vyšších polohách pak devaterník šedý (Helianthemum canum). Roste zde i mnoho druhů vstavačů.
Bohatou flóru doprovází i bohaté spektrum hmyzu, zejména motýlů a můr. Žije tu většina irských druhů, jako například perleťovec fialkový (Boloria euphrosyne), ostruháček březový (Thecla betulae), hnědásek chrastavcový (Euphydryas aurinia), bělásek hrachorový (Leptidea sinapis), travařka zelená (Calamia tridens), šerokřídlec trnkový (Odontognophos dumetata) či vřetenuška mateřídoušková (Zygaena purpuralis)

## Podnebí
V oblasti panuje extrémní oceánské klima. Teplotní rozdíly jsou zde velmi malé, průměrná lednová teplota se pohybuje zhruba kolem 7°C a červnová kolem 15 °C. Led a sníh se vyskytují jen vzácně, v průměru méně než 20 dní za rok. Roční úhrn srážek dosahuje hodnoty 1250 mm. Také vítr je důležitým činitelem podnebí Burrenu, jeho vliv je zřejmý na některých téměř pravoúhle zahnutých křovinách.